# Agent Binky: Mascotes de l'univers
Agent Binky: Mascotes de l'univers (títol original en anglès, Agent Binky: Pets of the Universe) és una sèrie de televisió animada per ordinador de Nelvana. Basada en la sèrie de novel·les gràfiques d'Ashley Spiers, la sèrie es va estrenar al canal canadenc Treehouse TV el 7 de setembre de 2019. S'ha doblat al català pel canal SX3.
La sèrie segueix les aventures d'en Binky, un gat espacial que té la missió de protegir la seva família humana de qualsevol amenaça interestel·lar, amb l'ajuda de quatre mascotes d'una agència anomenada Mascotes de l'Univers.